# Objet 268
L'Objet 268 est un prototype de canon d'assaut soviétique conçu au milieu des années 1950 et basé sur le châssis du char lourd T-10.

## Historique
Au début du mois de juillet 1952, le Conseil des ministres de l'URSS a exprimé le besoin de développer un canon d'assaut basé sur le châssis du futur char lourd soviétique T-10 alors en développement. La doctrine d'emploi de ce futur canon d'assaut devait être identique à celle de son prédécesseur, l'ISU-152. 
Les plans du blindé furent présenté en juin 1953 et approuvé le 25 août de la même année par le général Alexei Radzievsky (en). La construction du prototype Objet 268 ne commença qu'en mars 1955 et fut terminée en mars 1956 à la suite d'un retard engendré par les délais de développement du canon M-64. Le prototype fut testé polygone de tir NIIBT de Koubinka de l'automne 1956 à l'été 1957.
Le changement dans la doctrine d'emploi de l'armée de terre soviétique à la fin des années 1950, le calendrier chargé des usines LKZ et ChTZ à la suite de commandes importantes de blindés et la décision de moderniser le parc d'ISU-152 scellèrent l'avenir de l'Objet 268, la construction du deuxième et troisième prototype fut annulée et le prototype fut entreposé indéfiniment à Koubinka.

## Caractéristiques techniques

### Armement

#### Principal
L'Objet 268 est armé d'un canon M-64 d'un calibre de 152 mm, il s'agit d'une version raccourcie du canon M-53 du même calibre monté sur l'Objet 116 (SU-152P). 
Le tube du M-64 est équipé d'un évacuateur de fumée et un frein de bouche à tiroir est monté à son extrémité.
Le canon est monté sur un pivot fixé à la casemate, ce qui lui permet un débattement en azimut d'un champ total de 12°, son débattement en site est de +15° à -5° pour une portée maximale de 13 000 m.
Les munitions de 152 mm sont en deux fardeaux et un refouloir est monté à l'arrière de la culasse afin de faciliter le chargement de ceux-ci.

#### Secondaire
Une mitrailleuse lourde KPVT de 14,5 mm complète l'armement principale, elle est montée sur le toit et la casemate et est opérée par le chargeur.

### Moyens d'observation et de visée
- Le tireur dispose d'un viseur télescopique TSh2-A Sharik monté à gauche du masque du canon. Ce viseur est complété par un viseur périscopique ZiS-3.
- Le chef de char possède un télémètre optique TKD-09.

### Mobilité
L'Objet 268 possède un moteur Diesel ChTZ V-12-5, sa puissance maximale est de (700 ch) à 2 100 tr/min et son couple maximal est de 2 842 N m à 1 400 tr/min. 
Ce moteur V12 à refroidissement liquide possède une cylindrée de 38,88 ℓ. La suralimentation du moteur est assurée par un compresseur axial AM42-K entraîné par le vilebrequin. 
Trois réservoirs de carburant étaient placé à l'intérieur de la caisse ; un de 90 ℓ monté à l'avant et deux de 185 ℓ chacun dans le compartiment moteur et placés de part et d'autre du moteur. Deux bidons largables supplémentaires de 150 ℓ chacun pouvaient être montés sur les déports de caisse.

## Exemplaire conservé
Actuellement (2022), l'unique exemplaire est exposé au musée des blindés de Koubinka.

## Culture populaire/ jeux vidéo
Il est présent dans les jeux World of Tanks et War Thunder respectivement de rang X et V.